# Ordinul „Pentru merit” (Transnistria)

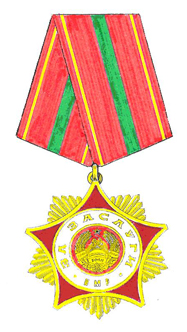
Ordinul "Pentru merit" clasa I

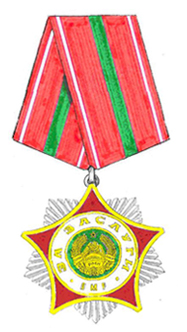
Ordinul "Pentru merit" clasa a II-a

Ordinul "Pentru merit" (în rusă Орден "За Заслуги") este una dintre decorațiile auto-proclamatei Republici Moldovenești Nistrene. El a fost înființat pentru recompensarea serviciilor speciale aduse statului, referitoare la dezvoltarea structurilor statale ale Republicii Moldovenești Nistrene, prin realizări în muncă, întărirea păcii, prieteniei și colaborării între popoare, pentru contribuție semnificativă în apărarea patriei. 
Ordinul "Pentru merit" are două clase. Clasa I este cea mai înaltă. Decorarea se realizează consecutiv: mai întâi clasa a II-a și apoi clasa I. 

## Statut
1. Ordinul "Pentru merit" a fost înființat pentru recompensarea serviciilor speciale aduse statului, referitoare la dezvoltarea structurilor statale ale Republicii Moldovenești Nistrene, prin realizări în muncă, întărirea păcii, prieteniei și colaborării între popoare, pentru contribuție semnificativă în apărarea patriei. Ordinul "Pentru merit" are două clase. Clasa I este cea mai înaltă. Decorarea se realizează consecutiv: mai întâi clasa a II-a și apoi clasa I. Acordarea pentru a doua oară a Ordinului "Pentru merit" nu este posibilă decât după cinci ani de la acordarea anterioară a ordinului. 
2. Sunt decorați cu Ordinul "Pentru merit" cetățenii Republicii Moldovenești Nistrene, organizații având forme diferite de proprietate, unități militare, localități. De asemenea, pot fi recompensați și cei care nu sunt cetățeni ai Republicii Moldovenești Nistrene, sau organizații și localități din alte state. 
3. Ordinul "Pentru merit" se poartă pe partea stângă a pieptului după Ordinul Republicii, iar când deținătorul are și alte decorații, el este plasat înaintea acestora.

## Descriere
Ordinul "Pentru merit" este confecționat din pinchbeck (aliaj similar tombacului, format din 83% cupru și 17% zinc) și are formă stilizată de stea cu cinci colțuri, ale căror raze sunt în formă de arc. Terminațiile razelor stelei sunt acoperite cu smalț roșu-rubiniu. Steaua este plasată pe o bază, executată în formă de raze divergente care formează la rândul lor o stea în cinci colțuri. Razele bazei sunt situate între razele stelei roșu-rubinie. Baza Ordinului "pentru merit" clasa I este de culoare aurie, iar cea pentru clasa a II-a are culoare argintie.
În mijlocul stelei se află înscris un cerc cu margini aurii, înconjurat de o bandă circulară de smalț emailat alb. Pe banda circulară este inscripția "ЗА ЗАСЛУГИ" și în partea de jos abrevierea "ПМР", izolată de inscripție prin puncte. În centrul cercului este situată stema Republicii Moldovenești Nistrene de culoare aurie, suprafața cercului fiind acoperită cu email: roșu (la clasa I) și verde-închis (la clasa a II-a). Circumferința ordinului este de 42 mm.
În partea de sus a ordinului este o ureche, prin care este atașată cu ajutorul unui inel o panglică pentagonală de mătase cu o lățime de 24 mm și de culoare roșie. În mijlocul panglicii este o bandă verde cu lățime de 4 mm. La distanță de câte 2 mm de extremitățile panglicii sunt benzi cu lățime de 1 mm, de culoare galbenă (la clasa I) sau albă (la clasa a II-a). 
Pe reversul medaliei se află gravat numărul individual al ordinului, iar pe reversul panglicii este un ac de oțel pentru prinderea decorației de haine. 

## Persoane decorate

### Clasa I
- Serghei Bagapș - președintele Republicii Abhazia (24 februarie 2007)

### Clasa a II-a
- Igor Smirnov - președintele RMN (23 octombrie 2006) - "pentru merite deosebite în crearea, formarea și dezvoltarea Republicii Moldovenești Nistrene" [1]
- Stanislav Hajeev - general, ministrul apărării
- Petr Stepanov - ministrul industriei
- Viaceslav Kogut - primarul orașului Bender